# Charles Dixon (peintre)
Pour les articles homonymes, voir Charles Dixon (homonymie) et Dixon.
Charles Edward Dixon, né le 8 décembre 1872 à Goring-on-Thames et mort le 12 septembre 1934 à Itchenor, est un peintre britannique de marines et aquarelliste.
Certaines de ses œuvres sont la propriété du National Maritime Muséum de Londres.

## Biographie
Charles Edward Dixon est le fils du peintre de genre à succès Alferd Dixon. Lui aussi connait le succès avec ses aquarelles, ses scènes côtières, ses sujets nautiques ou d'histoire navale. Il peint également des tableaux de commande pour les compagnies maritimes telle la P&O. Il illustre aussi des périodiques comme The Grafic et fait quelques affiches. En 1900, il intègre le Royal Institute of Painters in Water Colours.
Il meurt en 1934 à Itchenor où il vivait en se livrant à sa passion du yachting.

## Expositions
- Dès 16 ans, il expose à la Royal Academy.
- Pendant l'hiver 1911-1912, il expose à la Walker Art Gallery de Liverpool.

## Œuvres
- Au large de Southsea, (1902).
- Le RMS Morea au large de Gravesend en 1913 .
- Le Blocus de Toulon, action au large de Bandol en 1810 (1918).
- Le Croiseur de bataille HMS Indomitable remorquant à la maison le croiseur de bataille blessé HMS Lion (1920).
- Le RMS Carmania coulant le SMS Cap Trafalgar à la bataille navale de l'île de Trindade (1923).
- Le HMS Vanguard à la bataille du Jutland (1924).